# Curtiss P-1 Hawk
Le Curtiss P-1 Hawk (Model 34) est un avion de chasse biplan à cockpit ouvert de l'United States Army Air Corps conçu dans les années 1920. Une version antérieure du même avion est désignée PW-8 avant 1925.